# Rue Parmentier (Pierrefitte-sur-Seine)
Pour les articles homonymes, voir Rue Parmentier.
La rue Parmentier est une voie de communication marquant la limite de Pierrefitte-sur-Seine et de Stains, en Seine-Saint-Denis.

## Situation et accès
Cette rue est desservie par la gare de Pierrefitte - Stains.

## Origine du nom

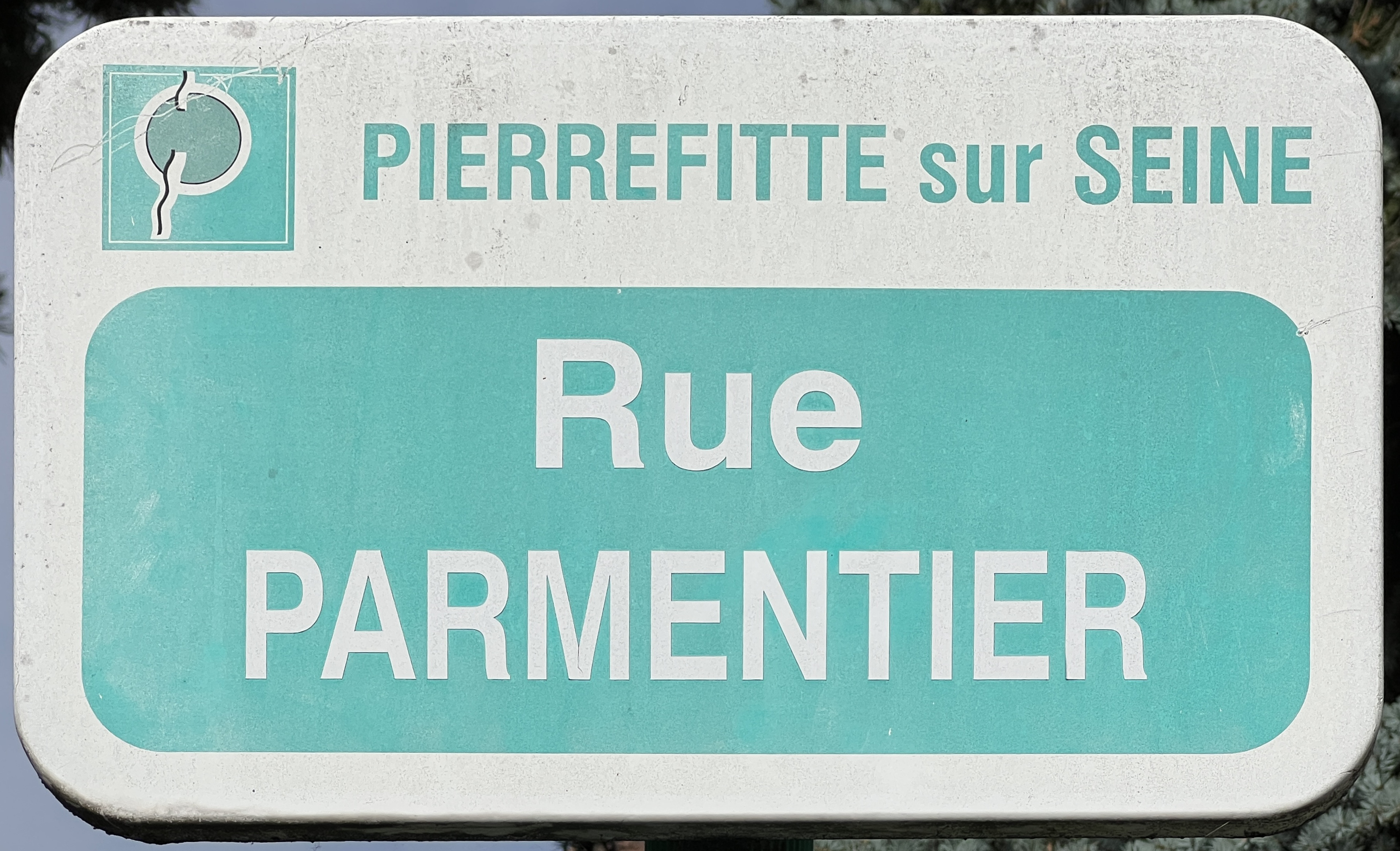
Plaque à Pierrefitte.
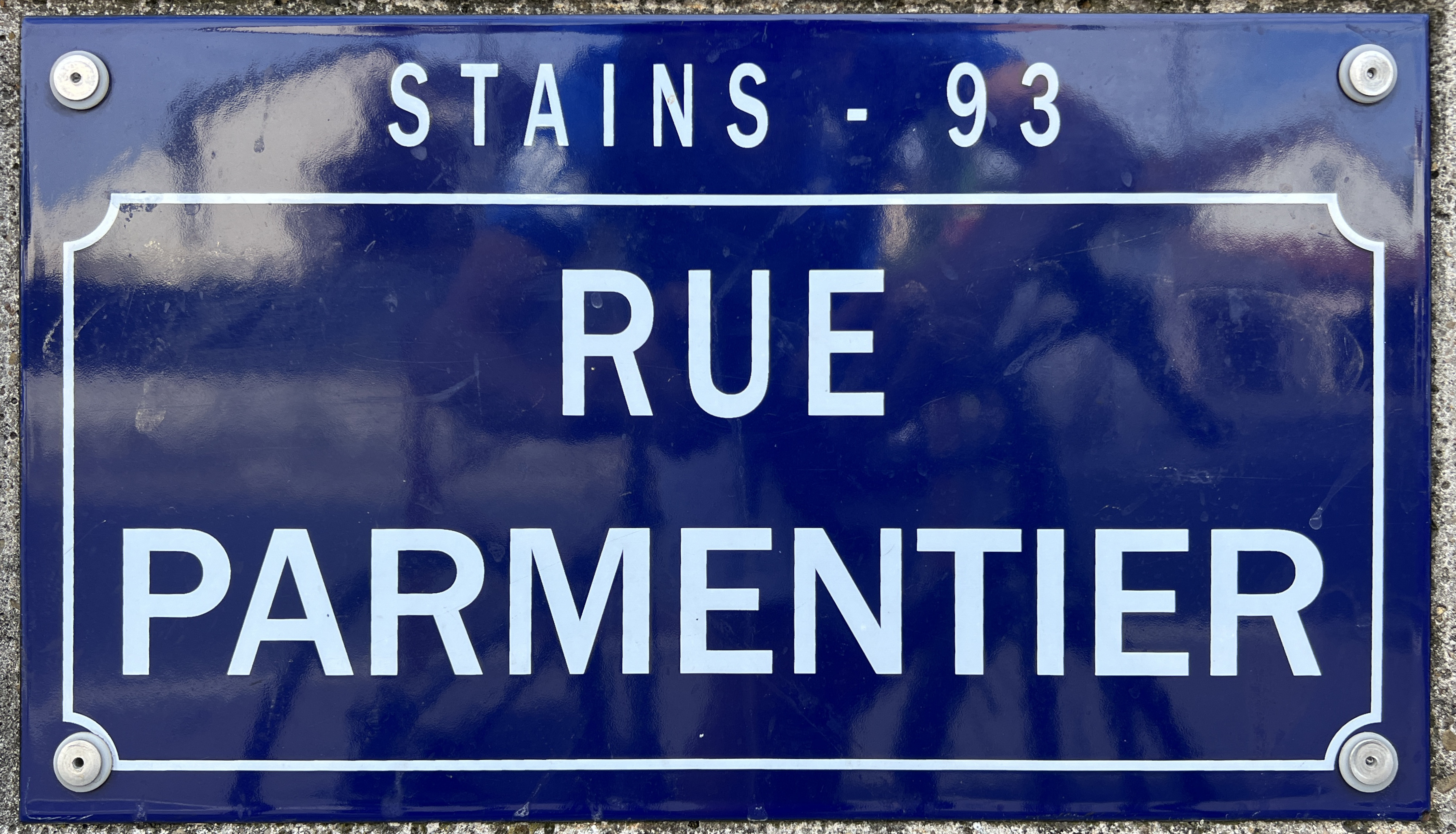
Plaque à Stains.

Cette voie de communication porte le nom de l'agronome Antoine Parmentier (1737-1813).

## Bâtiments remarquables et lieux de mémoire

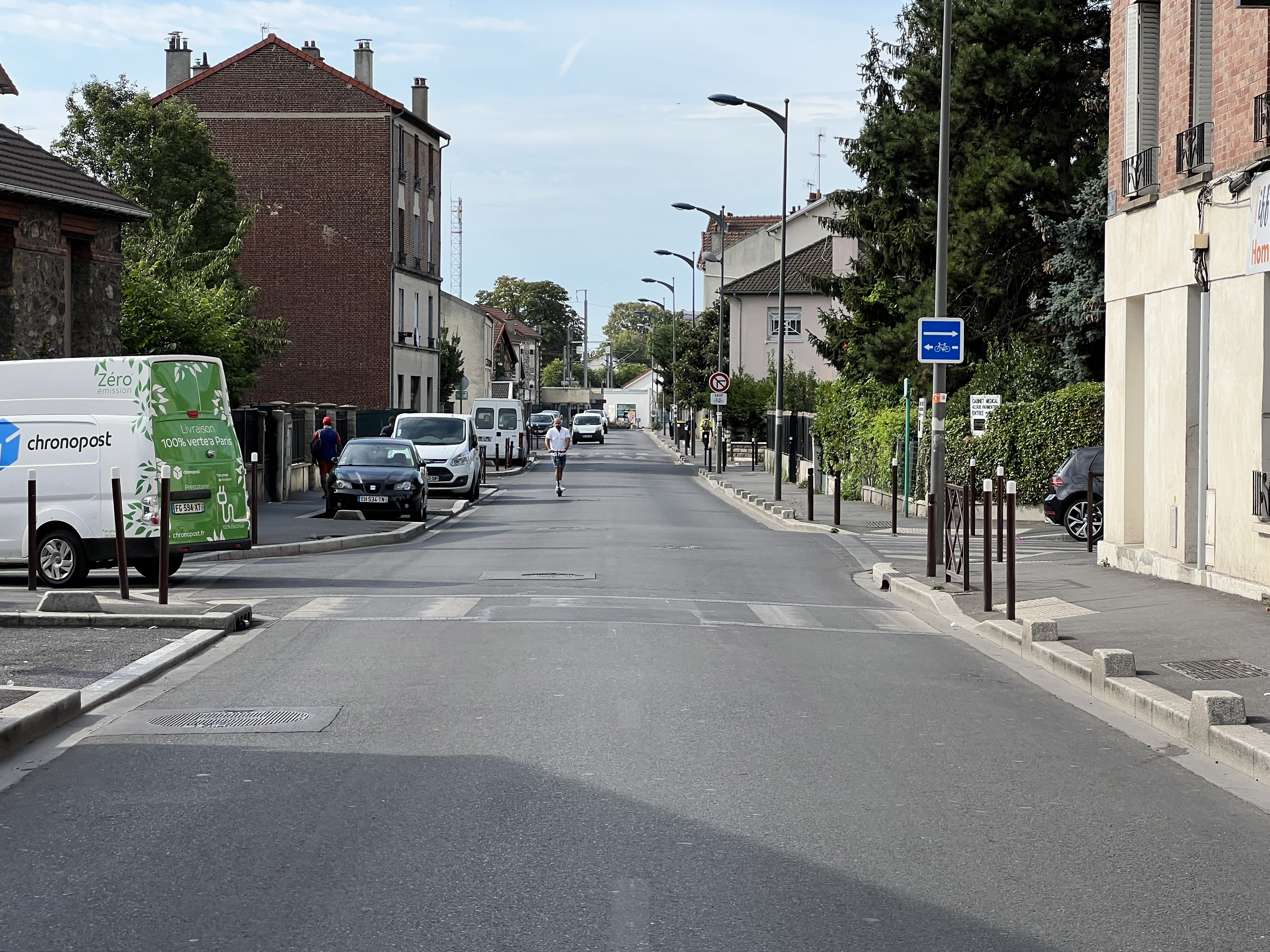
La rue en août 2022.

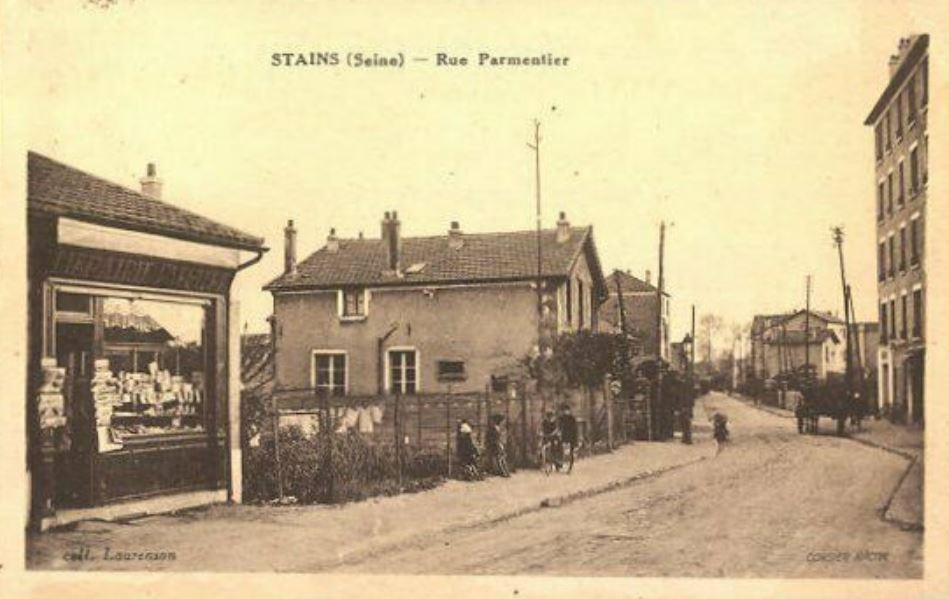
Stains, rue Parmentier.

- Chapelle Notre-Dame-de-la-Reconnaissance.
- La cité des Hautes Terres, grand ensemble conçu par l'architecte Jean Dubuisson[1],[2].